# Bálint (Name)
Bálint ist ein männlicher Vorname und ein Nachname.

## Herkunft und Bedeutung
Bálint ist ungarisch und hat sich aus dem lateinischen Valens → Valentin über Válent zur heutigen Form Bálint entwickelt. Es bedeutet „kräftig, stark“. Namenstage und Weiteres siehe unter Valentin.

## Namensträger
Vorname:
- Bálint Bajner (* 1990), ungarischer Fußballspieler
- Bálint Bakfark (1527–1576), ungarischer Lautenist, siehe Valentin Bakfark
- Bálint Balassa (1554–1594), ungarischer Dichter
- Bálint Balla (1928–2018), ungarisch-deutscher Soziologe
- Bálint Karosi (* 1979), ungarischer Organist und Klarinettist
- Bálint Kuzsinszky (auch Valentin Kuzsinszky; 1864–1938), ungarischer Archäologe
- Bálint András Varga (1941–2019), ungarischer Publizist zur Neuen Musik

Familienname:
- Alice Bálint (1898–1939), ungarische Psychoanalytikerin
- András Bálint (* 1943), ungarischer Schauspieler
- Becca Balint (* 1968), US-amerikanische Politikerin
- Benjamin Balint (* 1976), US-amerikanischer Kulturjournalist
- Enid Balint (1903–1994), britische Psychoanalytikerin und Sozialarbeiterin
- Endre Bálint (1914–1986), ungarischer Maler
- Eszter Bálint (* 1966), ungarische Schauspielerin und Sängerin
- Eugen Balint (* 1927), rumänischer Turner
- Gavril Balint (* 1963), rumänischer Fußballspieler und -trainer
- George Balint (1961–2019), rumänischer Komponist, Pianist und Dirigent
- Ina Balint-Eck (* 1982), deutsche Produzentin, Regisseurin und Schauspielerin
- Kristóf Bálint (* 1965), deutscher evangelischer Theologe, Generalsuperintendent für den Sprengel Potsdam der Evangelischen Kirche Berlin-Brandenburg-schlesische Oberlausitz
- Lajos Bálint (1929–2010), rumänisch-ungarischer Geistlicher, Erzbischof von Alba Iulia
- László Bálint (Fußballspieler, 1948) (* 1948), ungarischer Fußballspieler und -trainer
- László Balint (Fußballspieler, 1979) (* 1979), rumänischer Fußballspieler und -trainer
- Michael Balint (1896–1970), ungarischer Psychoanalytiker
- Miklós Bálint (* 1957), ungarischer Ruderer
- Rezső Bálint (1874–1929), österreichisch-ungarischer Neurologe
- Ștefan Balint (1926–1976), rumänischer Fußballspieler
- Stephan Balint (1943–2007), ungarischer Autor, Schauspieler und Regisseur
- Zita Bálint (* 1971), ungarische Dreispringerin
- Zsolt Bálint (* 1989), rumänischer Eishockeyspieler
- Zsuzsa Balint (* 1968), deutsche Pianistin